# Ukash
Ukash war ein 2005 eingeführtes elektronisches Zahlungsmittel für vorwiegend digitale Güter. Dabei konnte an Vorverkaufsstellen eine 19-stellige Persönliche Identifikationsnummer (PIN) mit einem Guthaben erworben werden, das für Online-Zahlungen verwendet werden konnte. Ukash wurde 2015 von der Skrill-Gruppe übernommen und in den zwei Jahre zuvor von Skrill erworbenen Ukash-Konkurrenten paysafecard integriert. Seit 31. August 2015 werden keine Ukash-PINs mehr ausgegeben, die noch vorhandenen konnten bis 31. Oktober 2015 verwendet werden. Restguthaben konnten danach noch einige Zeit gegen paysafecard-PINs umgetauscht werden; im Mai 2016 gab paysafecard den Abschluss des Prozesses bekannt.

## Auszeichnungen
Ukash wurde in den Jahren 2011–2014 jeweils mit dem Queen's Award for Enterprise for Outstanding Achievement in International Trade ausgezeichnet.

## Ukash und Kriminalität
Der Umstand, ein einfaches und bargeldloses Zahlungsmittel zu sein, machte Ukash auch für Kriminelle attraktiv. Ein bekanntes Beispiel ist Ransomware wie der sogenannte „Ukash-Trojaner“, auch „BKA-Trojaner“ genannt. Hierbei handelt es sich um Schadsoftware, die den Zugriff auf einen infizierten Windows-PC sperrt. Angeblich soll der Computer von der Bundespolizei, der GEMA oder von Microsoft gesperrt worden sein, was sich durch eine Strafzahlung beheben lassen soll. Dabei wirft die permanent angezeigte Meldung, die nicht geschlossen werden kann, dem Nutzer vor, Kinderpornografie, illegal heruntergeladene Medientitel oder unlizenzierte Software zu besitzen. Dann wird der Benutzer unter anderem dazu aufgefordert, bis zu 100 Euro als Ukash an die angebliche Behörde bzw. an den Staat zu senden. 
Auch die Möglichkeit, Ukash zur Geldwäsche zu missbrauchen, wurde diskutiert. So war es möglich, anonym Bargeld gegen einen Ukash-PIN zu tauschen und diesen über das Internet ins Ausland zu versenden.
Durch die Gesetzesänderung zur Geldwäsche in Deutschland 2012 wurde die Nutzbarkeit der Zahlungsmittel wie Ukash und auch Paysafecard erheblich eingeschränkt. So konnte man in Deutschland gekaufte Ukash Vouchers nicht mehr kombinieren oder teilen. Viele deutsche Anbieter, die davor Ukash angenommen hatten, akzeptierten Ukash seitdem nicht mehr. Auch konnte man seit Ende 2012 keine Prepaid-Kreditkarten wie zum Beispiel Kalixa mehr mit Ukash aufladen.